# Фальнюв-Высёлек
Фа́льнюв-Высёлек (пол. Falniów-Wysiołek) — село в сельской гмине Мехув Мехувского повята Малопольского воеводства.
Село располагается в 6 км от административного центра повята города Мехув и в 33 км от административного центра воеводства города Краков.
Население 320 человек (2006 год).
В 1975—1998 годах входило в состав Келецкого воеводства, административным центром которого являлся город Кельце (село находилось на территориях находящихся рядом с территориями административно подчинённых Кракову). С 1999 входит в Малопольское воеводство.